# متطلبات رأس المال العامل
فإن متطلبات رأس المال العامل (WCR) (في اللغة الإنجليزية متطلبات رأس المال العامل ، أو WCR) هو مقياس الموارد المالية أن الشركة تحتاج إلى تنفيذ لتغطية الحاجة المالية نتيجة للتغيرات في التدفقات النقدية المقابلة المدفوعات النقدية (النفقات والإيرادات التشغيلية المطلوبة لإنتاج) والتدفقات (المبيعات من السلع والخدمات) تتصل أعمالها. الحاجة إلى رأس المال العامل عادة ما يسمى «مورد رأس المال» عندما يكون سلبيا.

## مبدأ
يمكن للعملاء الدفع مقدما (إيداع) أو مع تأخير البضائع أو الخدمات التي يتم بيعها لهم. وبالمثل، يمكن للموردين أن تدفع مقدما (وديعة) أو مصطلح السلع أو الخدمات التي يتم شراؤها. هذه شروط الدفع التعاقدية في الطبيعة تسمح المشتريات والمبيعات على الائتمان (المعاملات المعينة تحت اسم الائتمانية بين المنشآت).
أهمية يعتمد على طول مدة دورة التشغيل، القيمة المضافة متكامل في كل مرحلة من مراحل هذه الدورة أهمية ومدة تخزين المواد الخام/التعبئة والتغليف المتميز الإنتاج والمنتجات النهائية، آجال الدفع الممنوحة من قبل الموردين أو دفع العملاء.

## حساب
تبسيط التعبير من BFR هو ما يلي:
رأس المال العامل = الأصول المتداولة (المخزون + الذمم المدينة) – الخصوم المتداولة (الذمم التجارية الدائنة + الالتزامات الضريبية + ديون + ديون أخرى غير المالية).
أكثر عموما، يمكن أن نعتبر أن BFR يعرف الفرق بين الموجودات والمطلوبات التشغيلية التشغيل النظر بالمعنى الواسع:
رأس المال العامل = مخزونات + للتحقيق – الالتزامات قصيرة الأجل التشغيل.
يمكننا أن نميز بين BFR التشغيل (BFRE ، أو BFE على «الحاجة إلى تمويل التشغيل») رأس المال العامل عدم التشغيل (BFRHE) لأن بعض عناصر المعادلة السابقة لا ترتبط مباشرة إلى العمليات (بما في ذلك الضرائب على الأرباح أو ديون الموردين من الأصول الثابتة).
بالنظر BFRE و BFRHE ، يمكنك استخدام العملية الحسابية التالية:
BFR = BFRE + BFRHE
مع العلم أن BFRE = مخزونات + الذمم التجارية المدينة - الذمم التجارية الدائنة التشغيل الدائنة الضرائب والضمان الاجتماعي والتي
على BFRHE = المستحقات الأخرى غير التشغيلية + الأوراق المالية القابلة للتسويق (VMP - إذا لم يتم وضعها في النقدية) – ديون المتنوعة عدم التشغيل
المحللين يقدرون أن رأس المال العامل في أيام المبيعات: ببساطة تقسيم المبلغ على طريق دوران باستثناء الضرائب من الشركة واضربها 365 (أو 360 وفقا لاتفاقيات).

## مستوى الحاجة من رأس المال العامل
في بعض الأنشطة، BFR هو سلبي: هذا يعني أن النشاط يولد إيجابية تدفق النقدية؛ هذا هو الحال بصفة خاصة بالنسبة للشركات في كبيرة التوزيع، التي تدفع الموردين بعد الولادة (في كثير من الأحيان 60 يوما أو أكثر)، في حين أن العملاء يدفعون نقدا. ولكن في الغالبية العظمى من شركات رأس المال العامل هو إيجابي: هذا يعني أنه يجب على الشركة جمع الأموال لتغطية السلبية الناتجة عن تدفق دورة التشغيل.
أعم ثلاث حالات موجودة:
1. رأس المال العامل هو إيجابي: الوظائف من تشغيل الأعمال التجارية أعلى من التشغيل موارد الشركة المالية قصيرة الأجل والاحتياجات إما من فائض الموارد على المدى الطويل (رأس المال العامل)، أو مع مساعدة من الموارد المالية التكميلي على المدى القصير، كما أن البنك القروض؛
2. BFR خالية: وظائف من عمليات الشركة هي على قدم المساواة إلى الموارد العملية؛ المؤسسة قد لا تحتاج إلى تشغيل الصندوق، منذ المطلوبات المتداولة كافية لتمويل الأصول المتداولة،
3. BFR هو سلبي: وظيفة تشغيل الأعمال التجارية هي أقل من موارد التشغيل: الشركة لا تحتاج التشغيل لتمويل منذ المطلوبات المتداولة تتجاوز احتياجات التمويل التشغيل الأصول؛ ولذلك لا تحتاج إلى استخدام فائض الموارد على المدى الطويل (رأس المال العامل) لتمويل أي الاحتياجات قصيرة الأجل.[2]

## تغطية BFR
أثناء إنشاء الشركة خلال مراحل النمو، فمن الضروري تحديد رأس المال العامل توقعات من أجل إعطاء الشركة اللازمة رأس المال العامل، مع العلم بأن أي نقص في رأس المال العامل سوف يؤدي إلى مشاكل التدفقات النقدية وفقا للمعادلة
FR = BFR + النقدية.
وهكذا، في أي وقت، رأس المال العامل النقص النسبي إلى الحاجة إلى رأس المال العامل النتائج في النقد السلبي وليس من المتوقع قد تؤدي إلى إنهاء الدفع.
وبالنظر إلى الجانب الاستراتيجي الحاجة في رأس المال العامل، وهي الشركة قد تستخدم تقنيات معينة لتغطية رأس المال العامل، إلى موارد ثابتة دون تغيير: الأكثر شيوعا هي حق اللجوء إلى التمويل المصرفي قصير الأجل (السحب على المكشوفأو من خلال تعبئة من هذه البنوك الائتمان العملاء من خلالالعوملة، فإنالخصم أو التنازل Dailly). أكثر القصصية، فمن الممكن استخدامالعوملة عكسهذا هو في وضع التعاونية الحل الذي الموردين المدفوعة مقدما من قبل طرف ثالث ممول، أن الشركة تدفع ثم إلى مرحلة النضج. وهكذا، فإن مقدمي تتلقى الأموال بشكل أسرع، دون BFR يتأثر.
ومع ذلك، فإن أفضل طريقة لتغطية للحد منه. وهذا ينطوي أولا تعريف وتنفيذ سياسة الائتمان و، ثم، قبل عملية التحسين من أجل الدفع، سواء العملاء جانب مقدمي الخدمات. هذا التحسين هي مهمة إدارة الائتمان ، في اتصال مع وظائف الشرائية والإنتاج والخدمات اللوجستية والتسويق.
هذا هو كل شيء أكثر صحيح أن التعبئة من الائتمان العملاء لا يضع الشركة في ملجأ فشل العملاء.

## الملاحظات والمراجع
1. ↑   https://web.archive.org/web/20181024065952/http://expertise.uniopss.asso.fr:80/resources/trco/pdfs/2009/12_decembre_2009/Besoin_en_fonds_de_roulement_et_tresorerie.pdf. مؤرشف من الأصل (PDF) في 2018-10-24. {{استشهاد ويب}}: الوسيط |title= غير موجود أو فارغ (مساعدة)مفقود أو فارغ |title= (مساعدة)
2. ↑  Définition de Besoin en fonds de roulement négatif Vernimmen [وصلة مكسورة] نسخة محفوظة 17 يناير 2013 على موقع واي باك مشين. [وصلة مكسورة] نسخة محفوظة 17 يناير 2013 على موقع واي باك مشين.
3. ↑  Comment bien gérer sa trésorerie ? Olivier Burdeyron, Financement-entreprise.pro, 2 novembre 2010 نسخة محفوظة 26 أبريل 2018 على موقع واي باك مشين.
4. ↑  L'affacturage inversé, le nouvel économiste 20 avril 2011 نسخة محفوظة 4 مايو 2020 على موقع واي باك مشين.
5. ↑  La contagion du risque via les impayés sur effets de commerce[وصلة مكسورة] Mireille Bardos et Djamel Stili, Bulletin de la Banque de France, no 148, avril 2006

### مقالات ذات صلة
- متطلبات رأس المال العامل المعيارية
- رأس المال العامل
- الملاءة المالية

### وصلات خارجية
- شرح مفصل نسخة محفوظة 3 أبريل 2012 على موقع واي باك مشين. على موقعوتيرة
- تفسيرات بديلة على موقع مفاتيح البنك
- مقالة في مجلة الشبكة، أخذ المشورة من ليونيل Bobot وديدييه Voyenne